# Joaquín María Bover de Rosselló
Joaquín María Bover y Roselló o de Roselló (Sevilla, 1810 - Palma de Mallorca, 1865) fue un escritor español, nativo de las Islas Baleares.

## Biografía
Residió desde niño en la isla mediterránea con breves intervalos en Madrid. Fue cronista de Mallorca desde 1856. Entusiasta estudioso de las Baleares en sus aspectos geográficos e históricos como revelan sus Varones ilustres de Mallorca (1847) y la Biblioteca de Escritores Baleares (1868). Compuso también poemas de inspiración circunstancial y local, de no gran mérito, que recogió en La lira de Borino (1833) y Recuerdos de Mahón (1836).

## Lista parcial de sus obras
- 1831, Estellencs: descripción histórico-geográfica 1831
- 1833, La feliz llegada a Palma del... Señor Juan Antonio Manet, Capitan General de las islas Baleares
- 1833, Oda Sájica a la Real Jura de la Serenísima Señora Princesa de Asturias Doña Isabel Luisa de Borbón
- 1834, Oda a la Reina
- 1836, Noticias histórico-topográfico de la isla de Mallorca : estadística general de ella y periodos memorables de su historia
- 1836, Oda a la libertad
- 1836, Recuerdos de Mahón
- 1836, Diccionario manual Mallorquín-Castellano
- 1838, Memoria de los pobladores de Mallorca después de la última conquista por d. Jaime I de Aragon, y noticia de las heredades asignadas á cada uno de ellos en el reparto general de la isla. Sacada de varios códices, historias y documentos inéditos
- 1839, Del origen, vicisitudes y estado actual de la literatura en la isla de Mallorca
- 1842, Contestación de Joaquin Maria Bover de Rosello... al artículo del genio de la Libertad del 28 de setiembre último
- 1842, Memoria biográfica de los mallorquines que se han distinguido en la antigua y moderna literatura
- 1845, Noticia historico-artistica de los museos del Eminentísimo Señor Cardenal Bespuig existentes en Mallorca
- 1862, Diccionario bibliográfico de las publicaciones periódicas de las Baleares
- 1868, Biblioteca de escritores baleares